# حمام شمس‌آباد

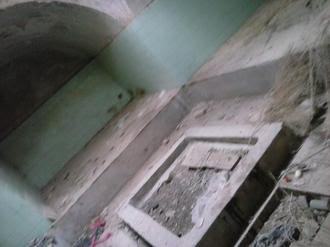
حمام شمس‌آباد

حمام شمس‌آباد مربوط به دوره قاجار است و در شهرستان شهرکرد، بخش مرکزی، دهستان طاقانک، روستای شمس‌آباد، خیابان شهید بهشتی واقع شده و این اثر در تاریخ ۷ خرداد ۱۳۸۷ با شمارهٔ ثبت ۲۲۹۵۰ به‌عنوان یکی از آثار ملی ایران به ثبت رسیده است.